# Doral
Die  Doral ist eine Rebsorten-Neuzüchtung aus dem Jahr 1965. Jean-Louis Simon züchtete sie 1965 an der Station Federale de Recherches en Production Vegetale de Changins (der Eidgenössischen Forschungsanstalt für Pflanzenbau, Agroscope RAC Changins) in Pully aus Chasselas und Chardonnay. Die anschließende Selektion besorgte André Jaquinet.
Die Rebe wird vorwiegend in den Schweizer Kantonen Waadt und Wallis angebaut. Die schwachwüchsige Sorte erzielt gute Zuckerwerte (→ Mostgewicht). Der gelbgrüne bis goldene Wein hat ein aromatisches Bouquet.
Aus der gleichen Kreuzung ging die Rebsorte Charmont hervor. Die mit Doral bestockte Rebfläche in der Schweiz lag im Jahr 2022 bei 37,5 ha. Im Jahr 2008 lag die mit Doral bestockte Rebfläche bei ca. 23 Hektar.